# Domenico Fontana
Domenico Fontana (Melide, antigua Confederación Suiza en 1543 - Nápoles, Reino de Nápoles en 1607) fue un arquitecto italiano del Renacimiento tardío, que trabajó en Roma y en Nápoles, recordado por haber colaborado con Sixto V en las reformas urbanas de Roma, con la erección de los obeliscos egipcios encontrados entre las ruinas y la apertura de nuevas vías. Sus obras más destacadas fueron la loggia de la fachada septentrional de San Juan de Letrán y el palacio de Letrán, en Roma, y el Palacio Real de Nápoles, finalizado por su hijo. 
Según el crítico Norberg-Schulz, «Fontana suele considerarse un arquitecto frío y sin imaginación, aunque tuvo algunas ideas muy nuevas y fértiles para la distribución de espacios».

## Biografía

### Los inicios romanos

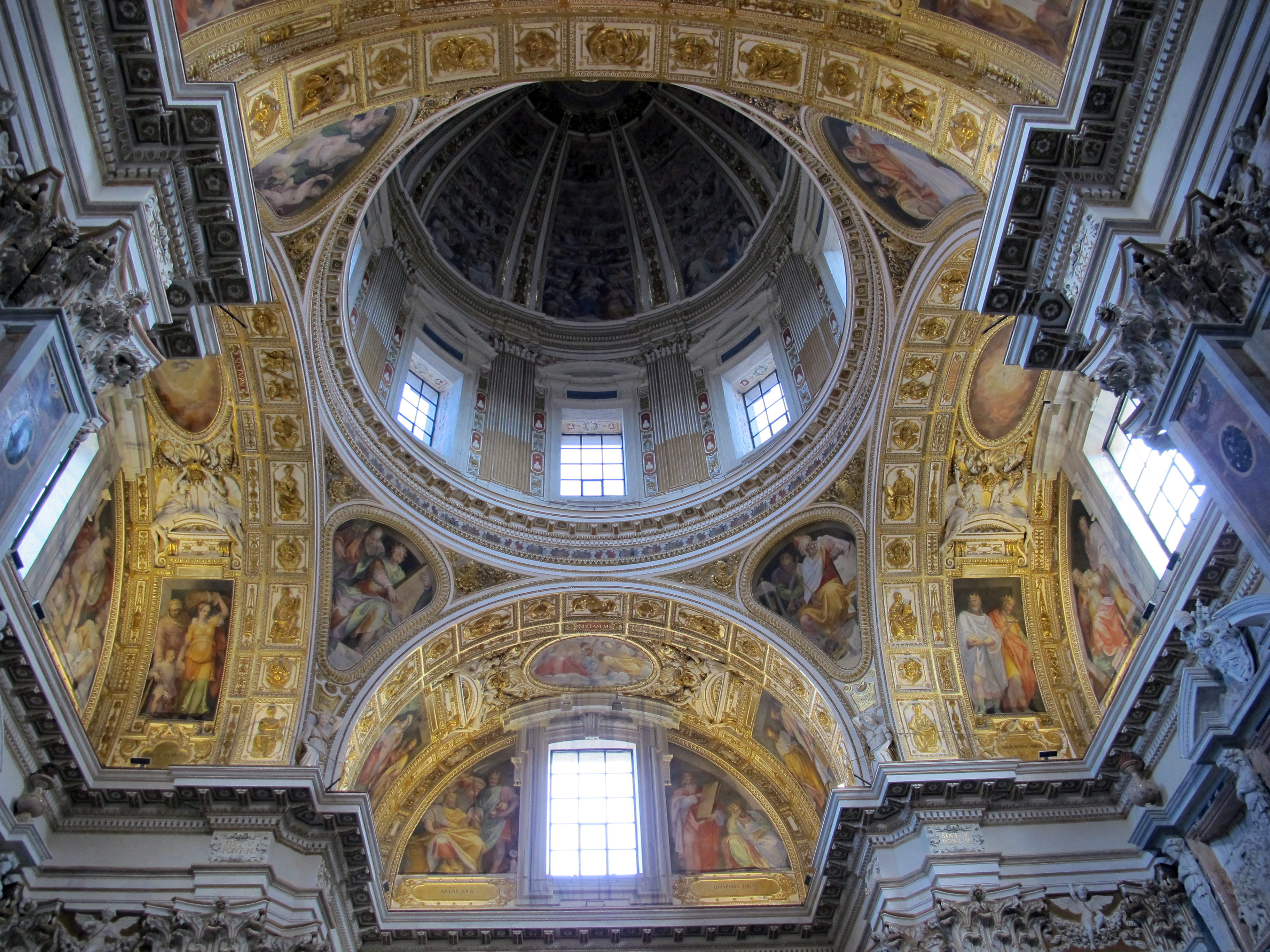
Cúpula de la Cappella Sistina, Santa Maria Maggiore

Domenico Fontana nació en Melide, una aldea en el lago de Lugano, en ese momento posesión conjunta de cantones suizos de la antigua Confederación (y actualmente parte del Cantón del Tesino, Suiza). Con apenas veinte años, se trasladó a Roma para reunirse con su hermano mayor Giovanni, antes de la muerte de Miguel Ángel (1564), donde realizó profundos estudios de la arquitectura antigua y de la época. Consiguió la confianza del cardenal Felice Peretti, originario de Montalto, que en 1585 sería elegido papa con el nombre de Sixto V. El  cardenal le encargó en 1570  la construcción de una villa personal, la villa Montalto, cerca de la basílica de Santa Maria Maggiore. Fontana demostró una gran destreza en la distribución de la parcela adaptando el proyecto al espacio a su disposición: «desde la entrada lateral junto a Santa María se ramificaba un tridente que delimitaba el palazzetto y sus parterres laterales. El eje principal continuaba a través del edificio, cruzando un eje transversal, terminando en un distante point-de-vue», como señala Norberg-Schulz.
El mismo cardenal le encargó en 1584 la construcción de una capilla Sixtina en la basílica de Santa María la Mayor (que no debe ser confundida con la homónima situada en el palacio Apostólico de la Ciudad del Vaticano). La nueva capilla incorporó la capilla del Presepio de Arnolfo di Cambio. Es una maravillosa edificación de cruz griega, bien equilibrada, a pesar de la profusión de detalles y la sobrecarga de ricos ornamentos, que de ninguna manera interfieren con el esquema arquitectónico principal. En ese trabajo Fontana pudo demostrar sus habilidades técnicas y al incorporar la capilla de Arnolfo di Cambio, el pequeño sacello fue transportado completamente dentro del nuevo compartimiento usando una compleja maquinaria de construcción. La cúpula, ligeramente ojival y según un temprano estilo de S. Mario en Montepulciano, ha hecho hablar de una cierta tendencia hacia las proporciones «góticas» de la arquitectura de Fontana. La capilla estaba destinada a recibir la tumba del papa Sixto V y también Pío V fue enterrado en ella.
Después de que el cardenal accediera al trono de San Pedro en 1585 como Sisto V, Fontana fue nombrado arquitecto de la basílica de San Pedro, obteniendo, entre otras distinciones, el título de caballero de la Ordine dello Speron d'oro En ese cargo, agregó la linterna de la cúpula y propuso la prolongación del interior que pasaría a tener una nave bien definida.

### Las grandes obras

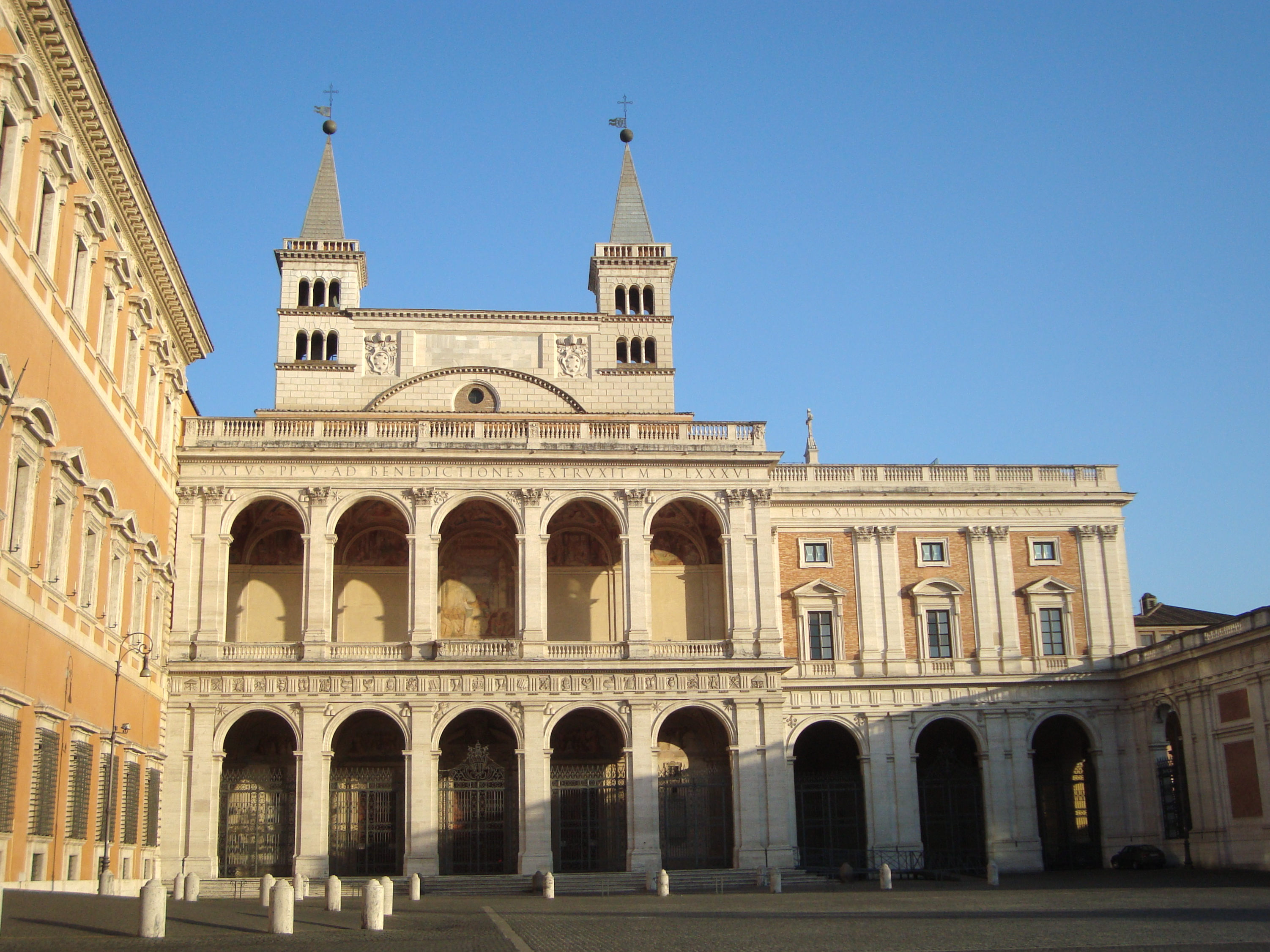
La loggia de la fachada septentrional de San Juan de Letrán

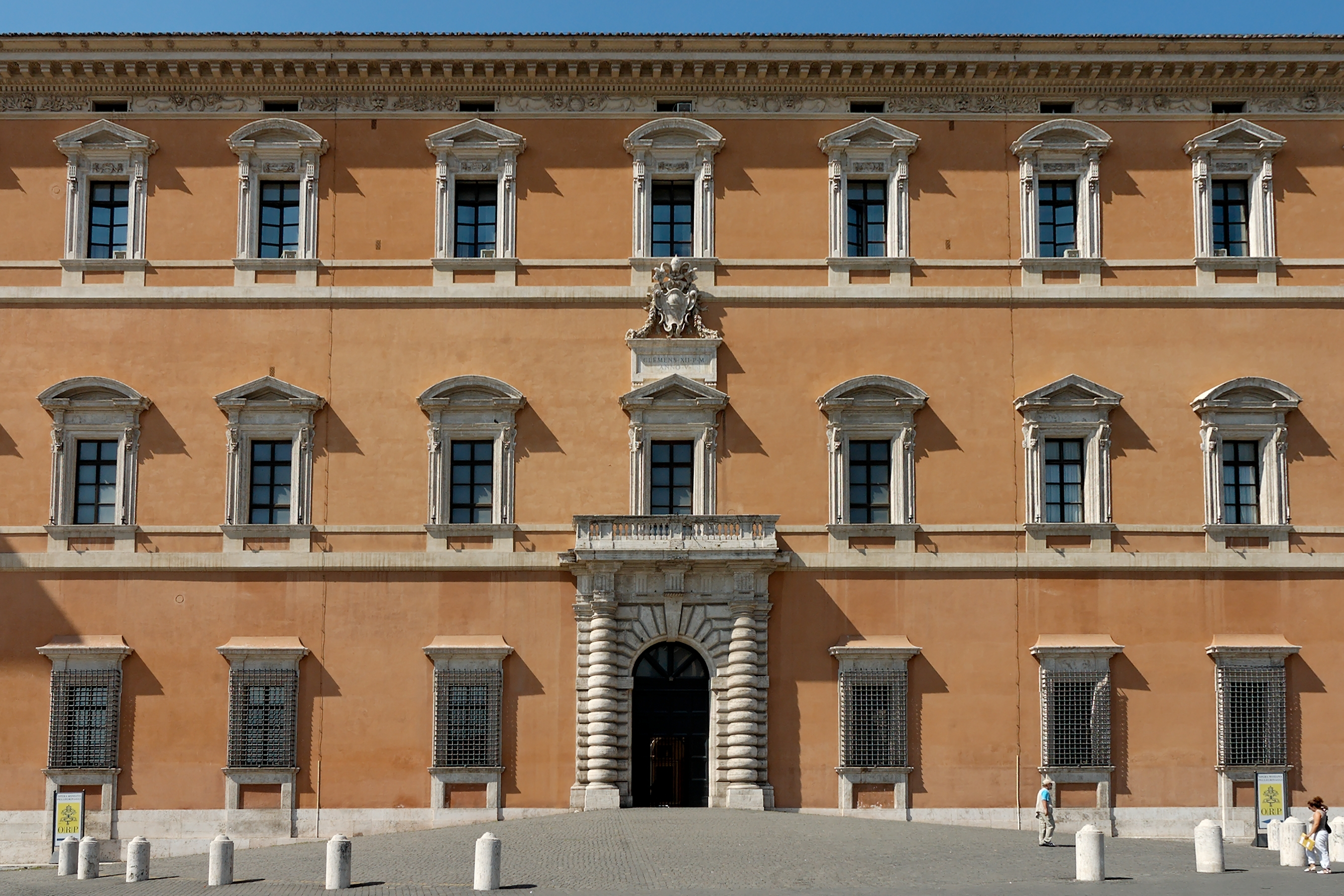
Fachada occidental del palacio de Letrán

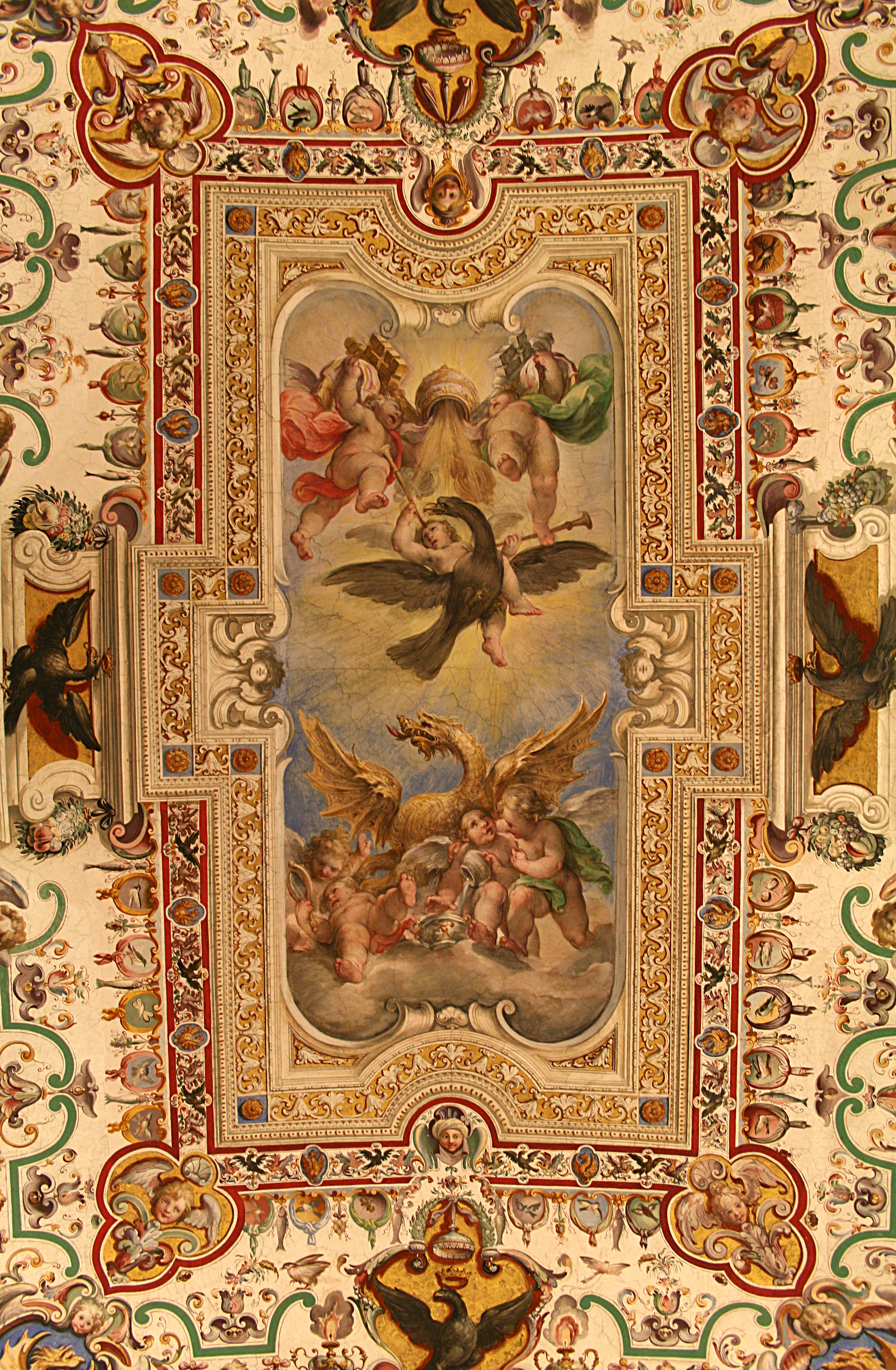
Sala Sixtina en la Biblioteca Apostólica Vaticana

De mayor relevancia fueron las modificaciones que realizó en la basílica de San Juan de Letrán (hacia 1586), donde introdujo en la loggia de la fachada septentrional una imponente doble arcada de gran amplitud, que «da gran majestad al orden palladiano» y probablemente añadiera el pórtico de dos plantas de la Scala Santa. Esta predilección por las arcadas constituye una característica fundamental de la arquitectura de Fontana, quien junto con su hermano Giovanni, lo traslada también al diseño de fuentes, en especial a la Fontana dell'Acqua Paola, o la Fontana di Termini.
Entre las construcciones civiles, su estilo fuerte, con una fuerte influencia de la escuela de Vignola, destaca el palacio de Letrán (iniciado en 1586), en el que la aplicación vigorosa de principios estructurales y el poder de coordinación es innegable, aunque con una falta absoluta de imaginación y una monotonía de estilo. El palacio reconstruido  fue utilizado de nuevo como residencia papal de verano. Era característico de él estar satisfecho con una única solución a un problema arquitectónico, como lo demuestra el hecho de que más tarde volvió a aplicar el motivo del palacio de Letrán en la parte del Vaticano que alberga la actual residencia papal y las adiciones al palacio del Quirinal.
En el complejo del Vaticano realizó la fachada del palacio papal hacia la plaza y diseñó el brazo transversal que dividió el cortile del Belvedere para acomodar la Biblioteca vaticana.
Fue importante también su colaboración con Sixto V para dotar a Roma de una moderna red viaria, labor ya iniciada por sus predecesores, que permitiera dar respuesta al flujo cada vez mayor de fieles que hacían el Peregrinaje de las siete iglesias de Roma. En 1586 ya se había terminado la gran calle nueva, la vía Felice (hoy Sistina) y se valieron de los obeliscos egipcios, encontrados entre las ruinas, para marcar verticalmente los nudos de ese sistema.

Queriendo ahora Nuestro Señor facilitar el camino a quienes, movidos por la devoción o votos, suelen visitar con frecuencia los lugares más santos de la ciudad de Roma, y en particular las siete iglesias tan celebradas por sus grandes indulgencias y reliquias que hay en ellas, ha abierto en muchos lugares muchas calles muy anchas para que todos, sea a pie, a caballo o en coche, puedan partir de cualquier lugar de Roma que deseen y continuar derechamente a las más famosas devociones.
Domenico Fontana 

«La red de calles que ideó  parece un tanto rígida y esquemática en relación a la topografía y la estructura urbana», como él mismo reconoce:

Con un costo verdaderamente increíble y conforme al espíritu de tan gran príncipe, el papa Sixto ha extendido las dichas calles desde un campo a otro de la ciudad, sin cuidarse de los montes, ni los valles que van atravesando, sino que haciendo explanar aquellos y llenar los otros los ha reducido a suaves llanuras...
 Domenico Fontana

lo que anticipa la «topografía ideal para los barrocos, la tierra llana que permitía una extensión infinita».
En 1586 levantó el obelisco de 327 toneladas de la plaza de San Pedro (obelisco Vaticano), del cual da cuenta en el libro Della transportatione dell'obelisco Vaticano e delle fabriche di Sisto V  [Del transporte del obelisco del Vaticano y de la fábrica de Sisto V] (Roma, 1590). Esta prueba de ingeniería, que luego despertó el asombro universal, significó el esfuerzo de 900 hombres, 75 caballos, innumerables poleas y centenares de metros de cuerda. También utilizó su conocimiento de la Estática al levantar otros tres antiguos obeliscos en la piazza di Santa Maria Maggiore (obelisco Esquilino, 1587), en la piazza San Giovanni in Laterano (obelisco Lateranense, 1588) y en la piazza del Popolo (obelisco Flaminio, 1589).

Los obeliscos egipcios levantados por Fontana
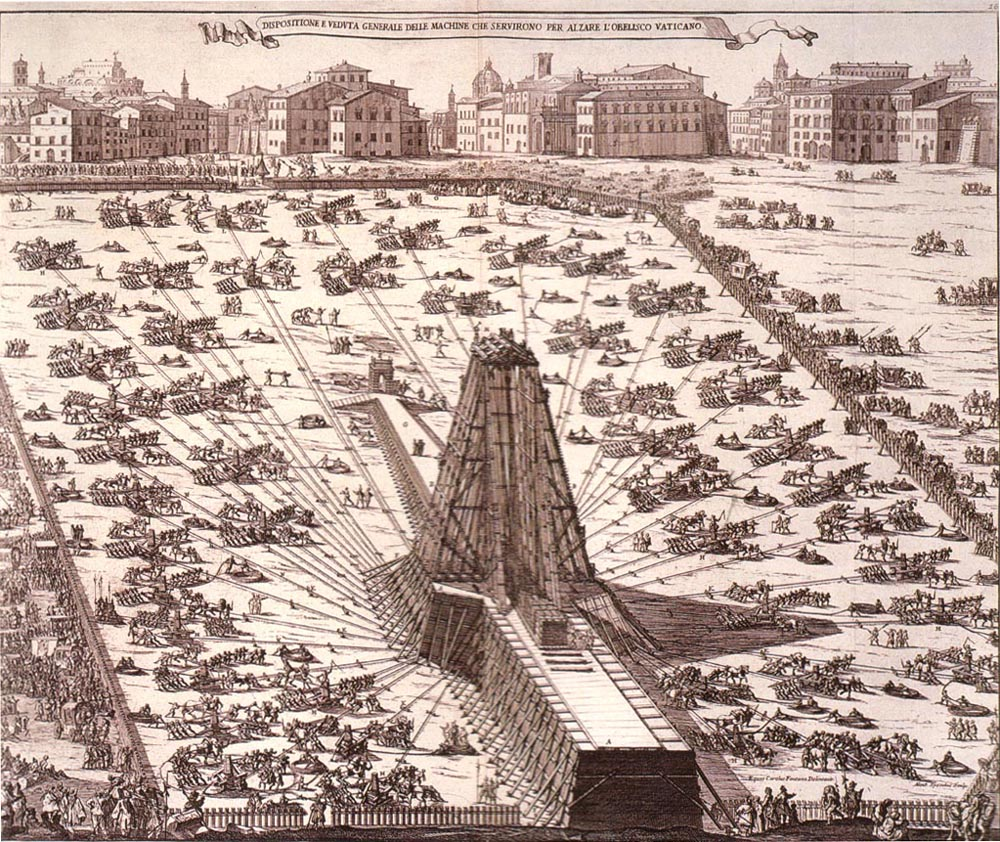
Reerección del obelisco en la plaza de San Pedro, 1586
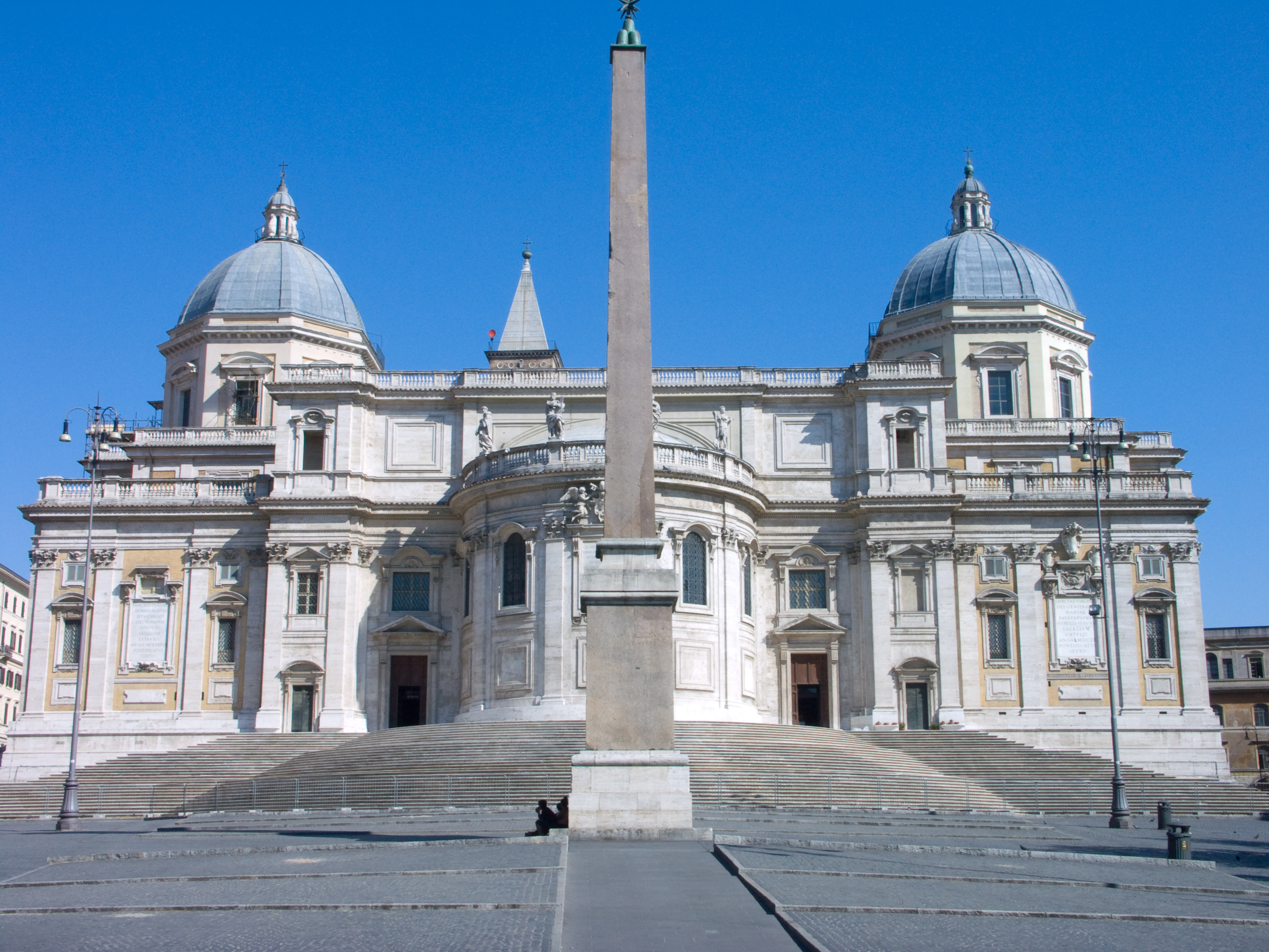
El obelisco esquilino (1587) y detrás, el ábside de Santa María la Mayor
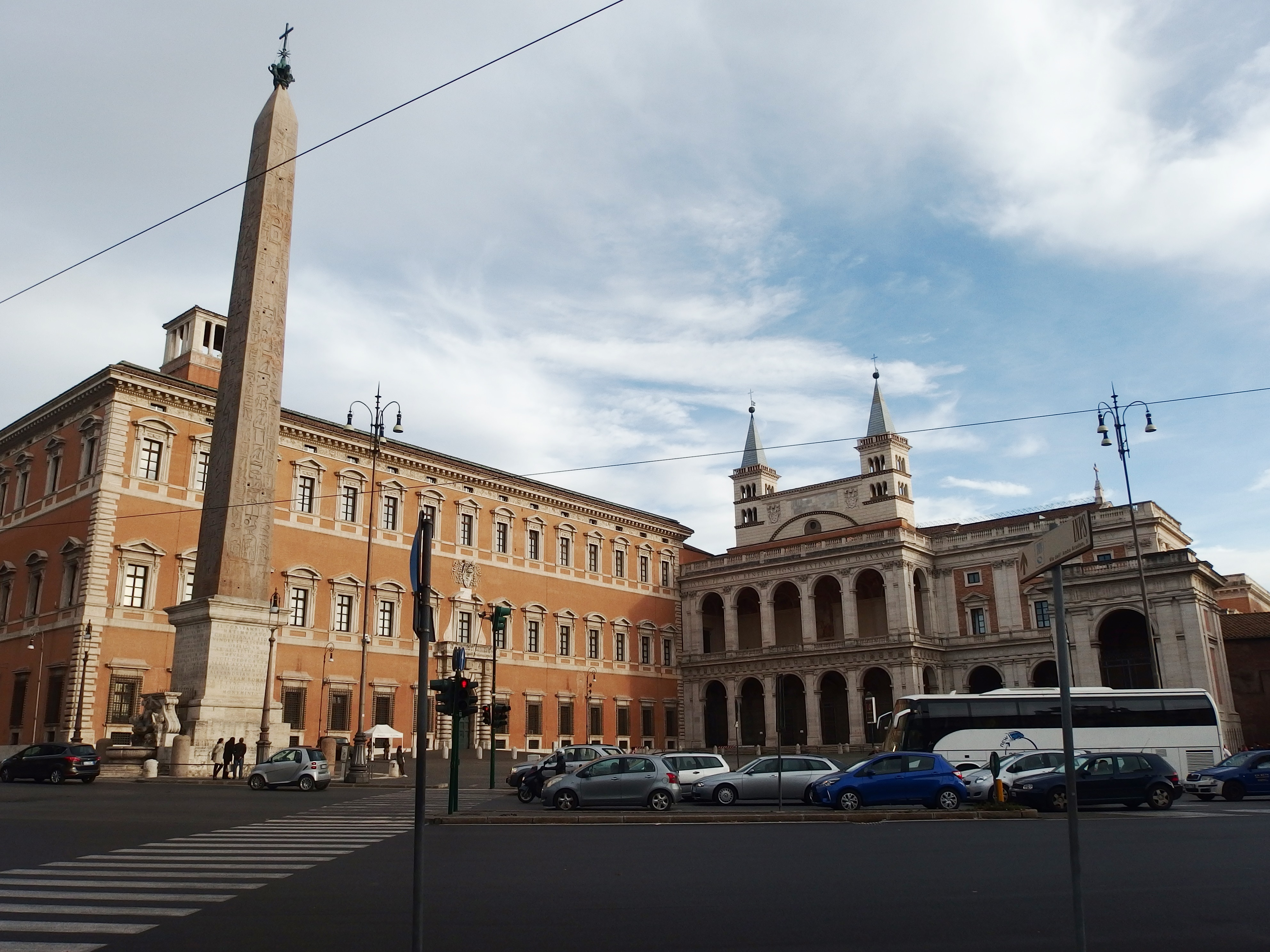
El obelisco Lateranense (1588), y al fondo, las fachadas levantadas por Fontana para el palacio y la basílica
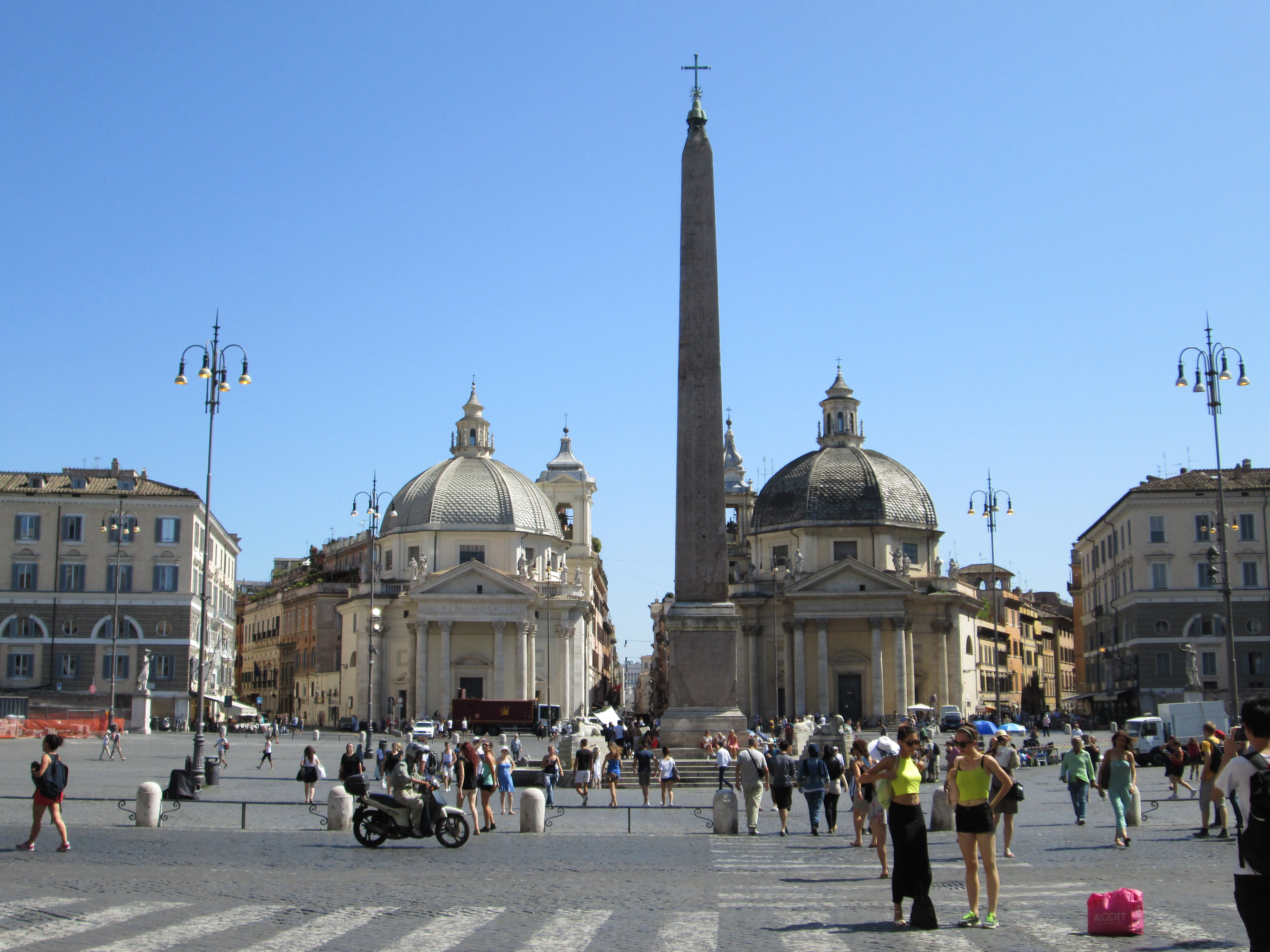
El obelisco Flaminio (1589), en la piazza del Popolo

Entre sus colaboradores romanos también estuvo Carlo Lambardi.

### El epílogo napolitano

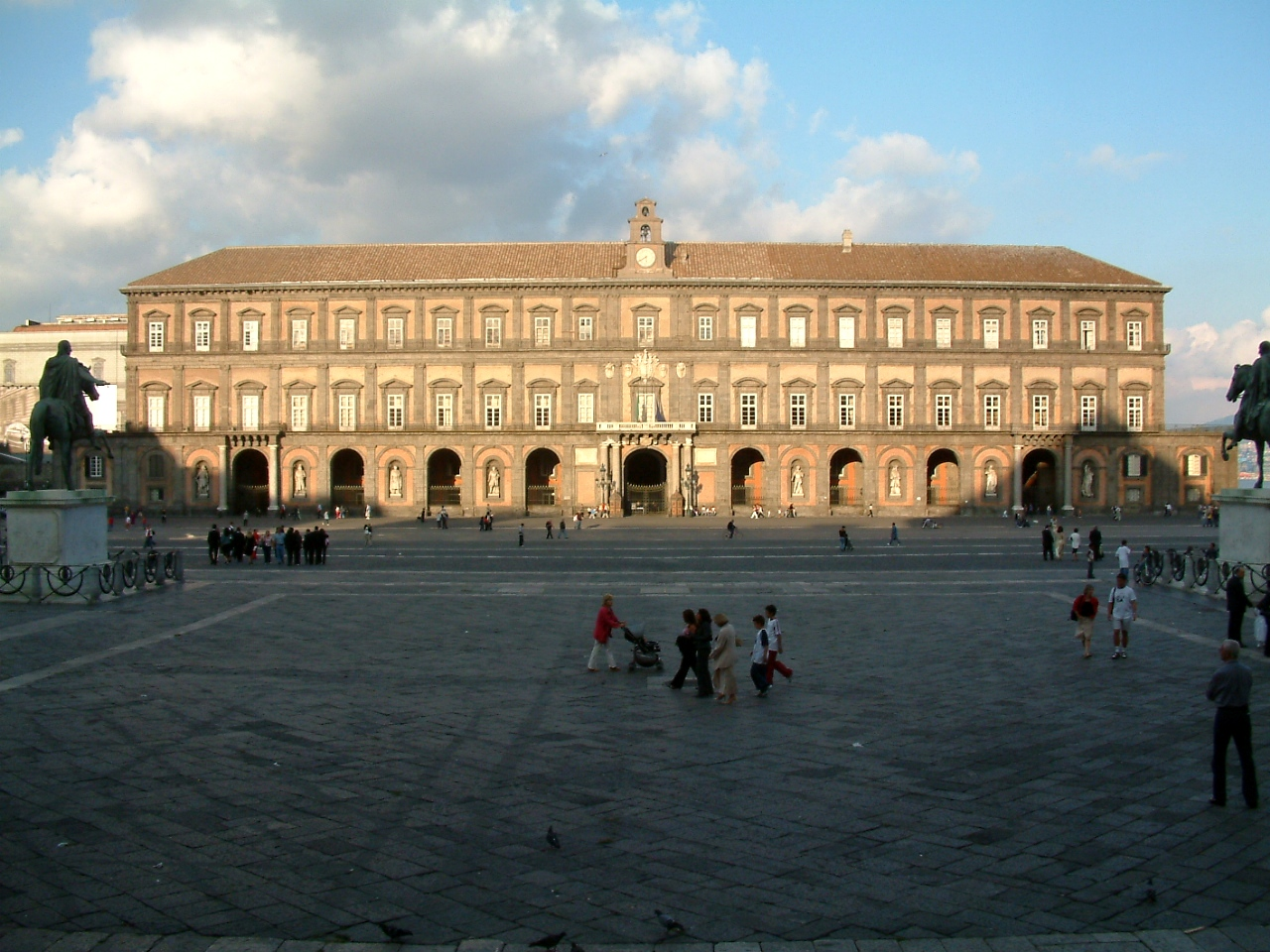
Palacio Real de Nápoles.

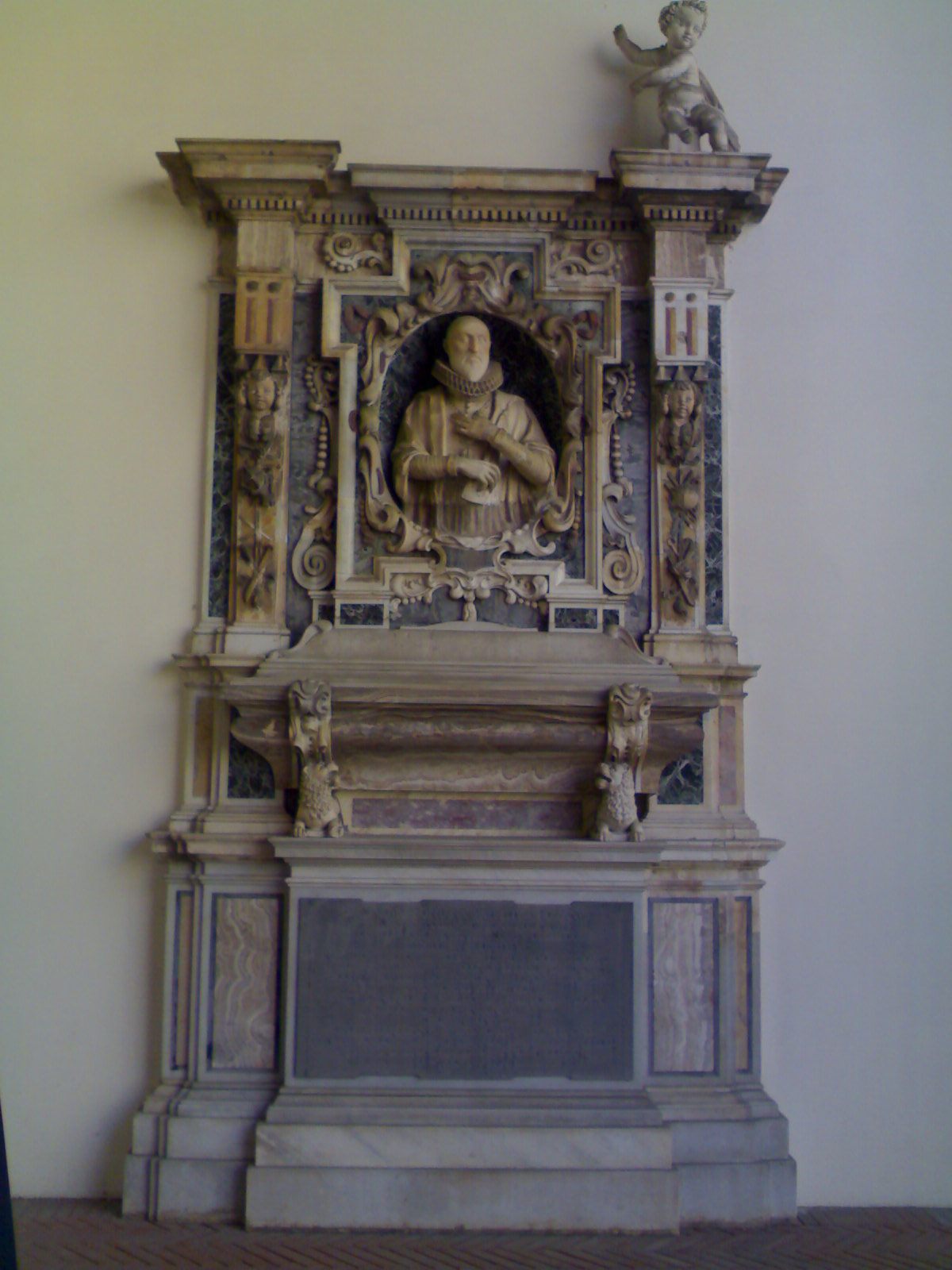
Sepulcro de Fontana en la iglesia de Sant'Anna dei Lombardi, Nápoles.

Después de la muerte de su patrón, para quien creó un suntuoso catafalco, continuó trabajando durante algún tiempo para su sucesor, el papa Clemente VIII, quien no le mostró tanto favor. Pronto, el descontento debido a su estilo autoritario de las obras del patio de petrino, la envidia y la acusación de haberse apropiado de fondos públicos, se vio obligado a mudarse a Nápoles en 1592. Allí estuvo al servicio del virrey español, el conde de Miranda, dedicado a obras de gran importancia urbanística y de ingeniería, como los Regi Lagni (obra hidráulica de canales al Norte de Nápoles) y la red hídrica de la ciudad.
Las comisiones de mayor prestigio fueron el proyecto del nuevo Palacio Real, cuya construcción fue comenzada en 1600, la edificación del Palazzo Carafa della Spina y la realización de la Fontana del Nettuno (Fuente de Neptuno). Además fue encargado de la sistematización de los puertos de Nápoles y Bari y del trazado de las calles Chiaia y Santa Lucía.
En la arquitectura religiosa, reelaboró el Complejo de Jesús y María (con la construcción de la iglesia homónima), proyectó la ermita de los Camaldulenses, la iglesia de Santa María de la Estrella, la decoración escultórica de la Catedral y la cúpula de la Basílica de la Santísima Anunciada Mayor.
Al término del siglo XVI, durante las obras de construcción del canal entre el río Sarno y Torre del Greco, encontró numerosos vestigios de época romana: sin saberlo, había abierto una brecha en el corazón de la antigua Pompeya, ciento cincuenta años antes de las primeras excavaciones.
En 1606 participó en el concurso para la fachada de la Basílica de San Pedro, luego ganado por su connacional Carlo Maderno.
Fue enterrado en la iglesia napolitana de Sant'Anna dei Lombardi, como había pedido, en la capilla diseñada por él mismo; después del colapso de la iglesia en 1805 se trasladó al vestíbulo de la iglesia de Monteoliveto, donde se trasfirió la Archicofradía de los lombardos.

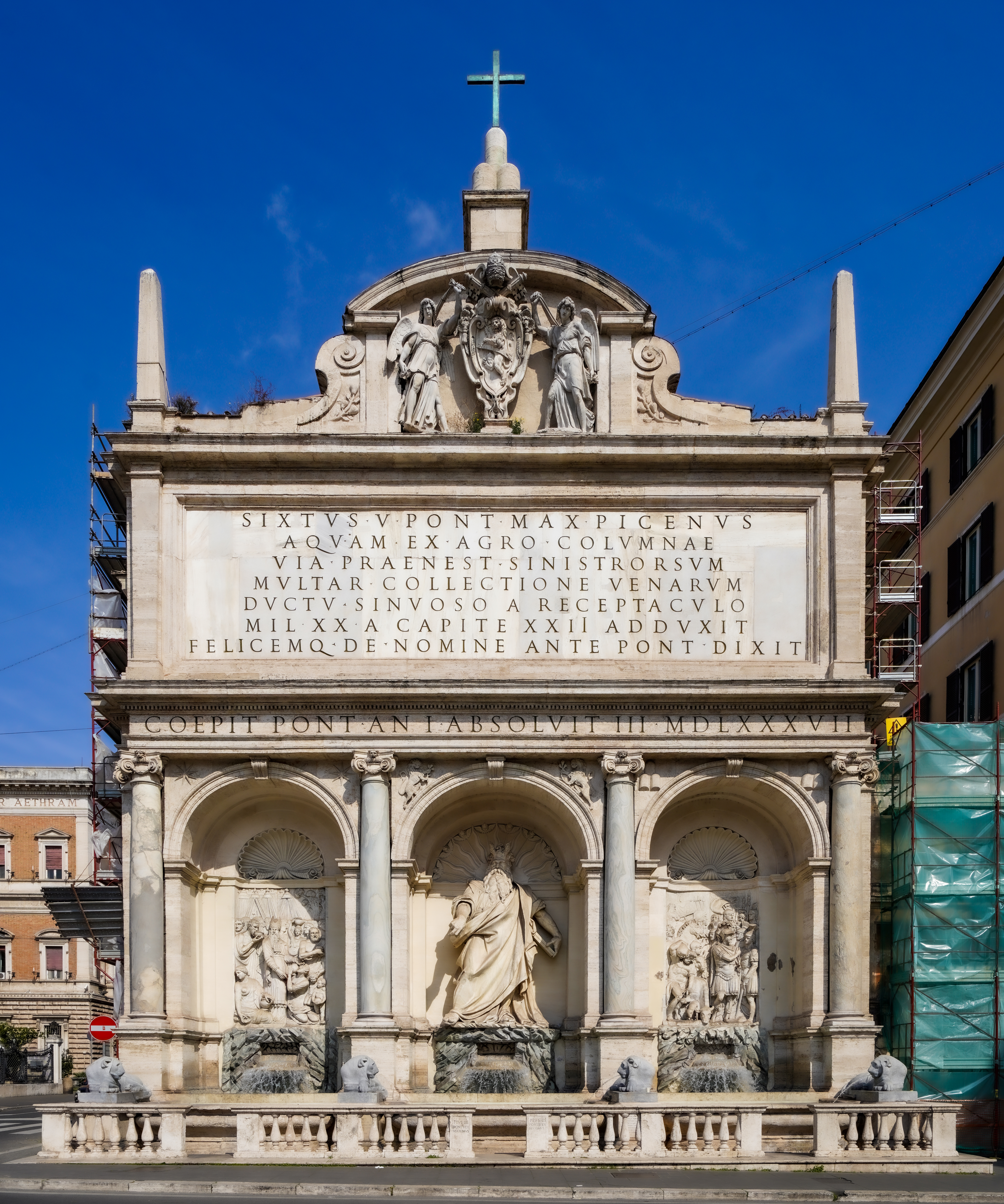
La fontana del Mosè

## Obras
- Obras en Roma:

- Villa Montalto-Massimo , llamada también villa Perretti (1570).
- Sistematización de la iglesia de San Luis de los Franceses (1589).
- Fuente dell'Acqua Felice o de Moisés (1587).
- Palacio de Letrán con la Loggia delle Benedizioni - Scala Santa en el Laterano (1586-1588).
- Palacio Apostólico en el Vaticano (1587).
- Erección de los obeliscos de la plazas de San Pedro, del Popolo y de San Juan y de la plazoleta Esquilino.
- Sistematización de las columnas de Trajana y de Marco Aurelio
- Capilla Sixtina en la basílica de Santa María la Mayor.
- Palacio del Quirinal (la parte sobre la piazza Montecavallo).
- Construcción de la Via Felice con el cruce de las Quattro Fontane.

- Obras en Nápoles:

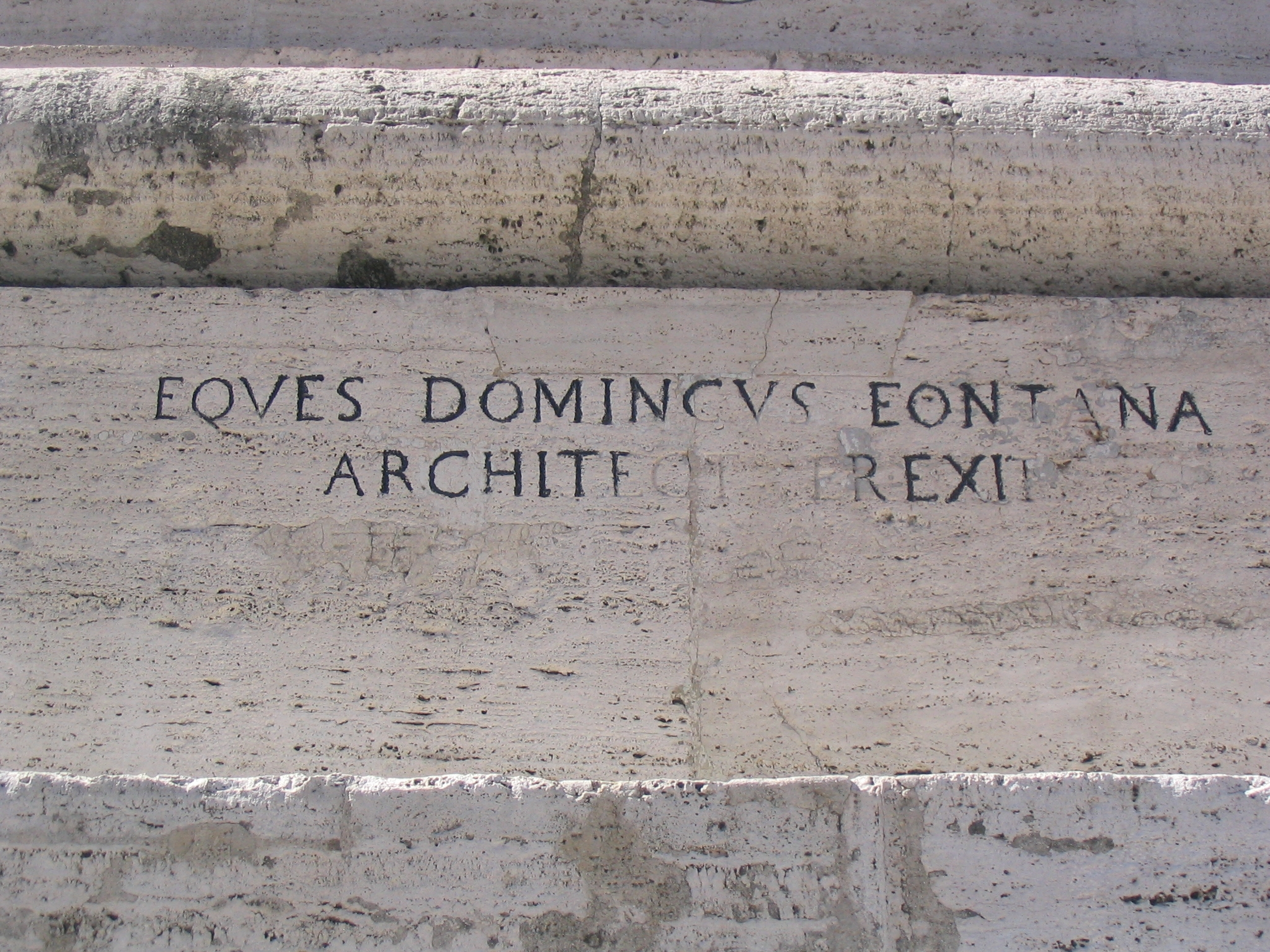
Base del obelisco in piazza S. Giovanni in Laterano

- Recualificación urbana de la ciudad.
- Palacio Real.
- Complejo de Jesús y María (reelaboración).
- Iglesia de Jesús y María.
- Complejo de la Ermita de los Camaldulenses (1585-?)
- Iglesia de Santa Maria de la Estrella, reconstrucción y ampliación (1587)
- Complejo abadial en Casamarciano.
- Fuente de Neptuno, diseño, realizada por Giovanni Domenico D'Auria (1600-1601)
- Escultura en la Catedral.
- Palazzo Carafa della Spina (probable diseño)
- Canal onte di Sarno, que conectaba el río Sarno en Torre Annunziata
- Regi Lagni (obra hidráulica de canales al norte de Nápoles).
- Iglesia de Sant'Erasmo (Castel Sant'Elmo)
- Iglesia de Santa Sofia en Giugliano in Campania
- Cúpula de la Basílica de la Santísima Anunciada Mayor.

Obras en Nápoles
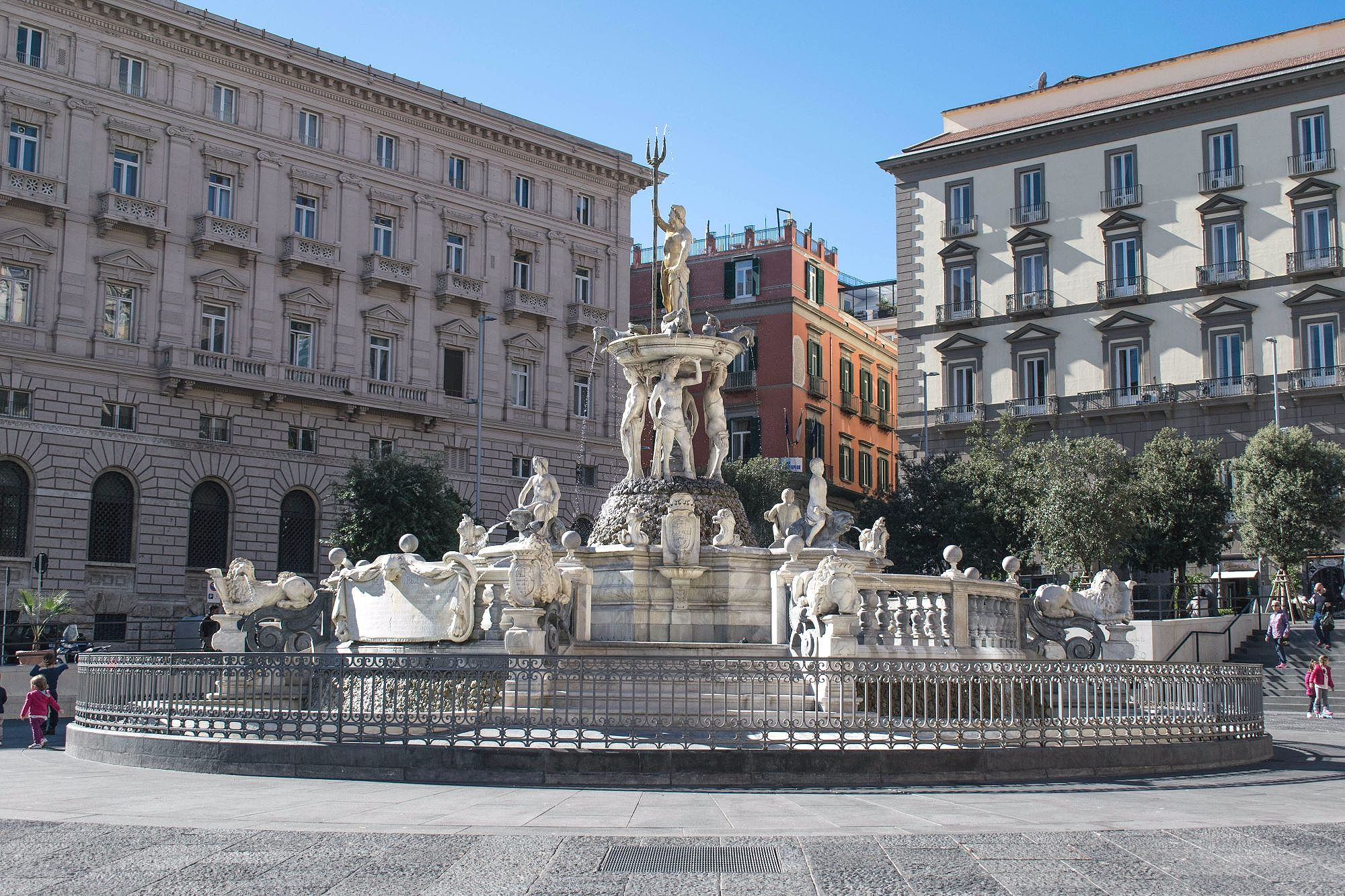
Fontana del Nettuno
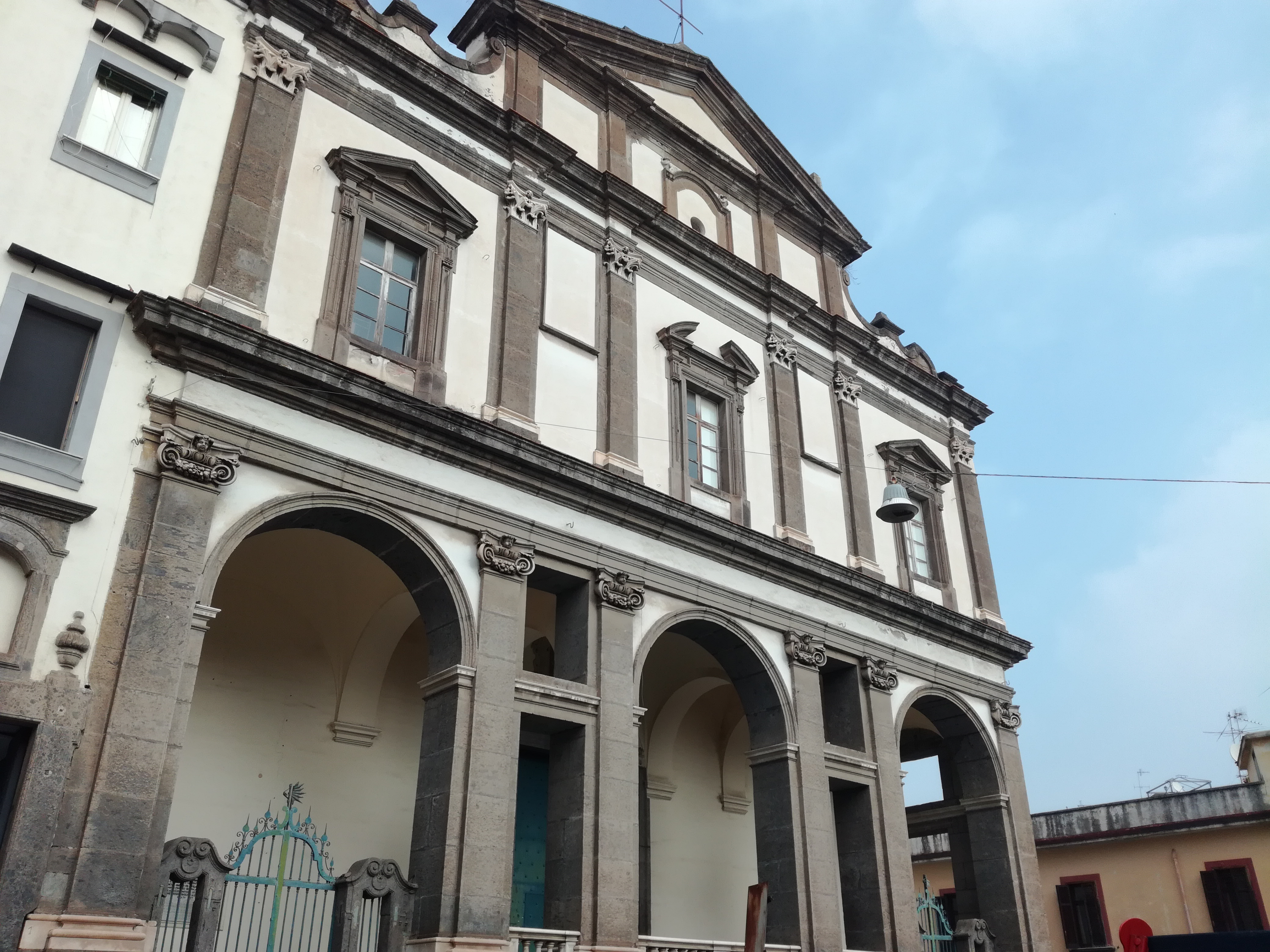
Iglesia de Santa Maria de la Estrella
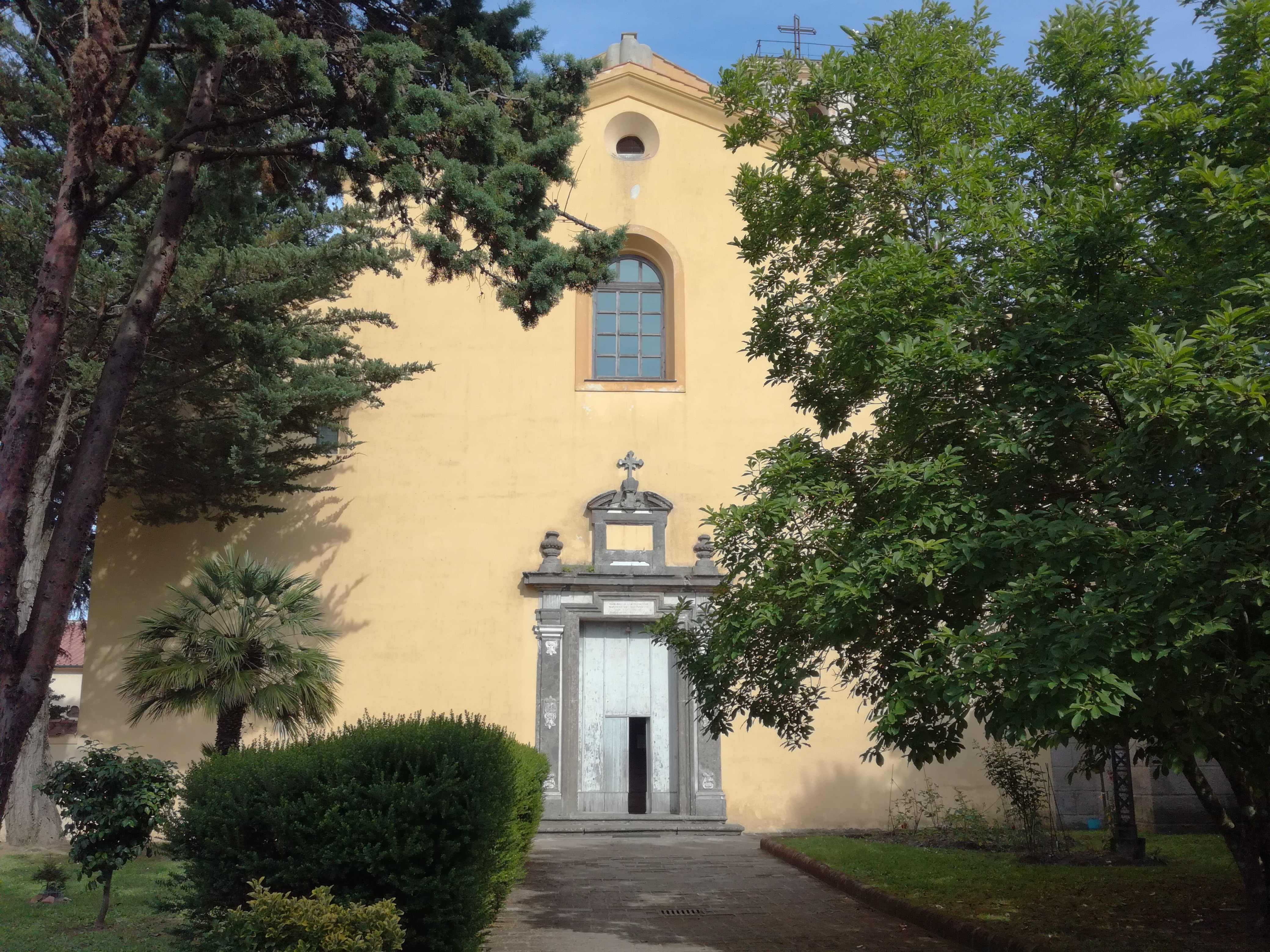
Exterior de la iglesia del Complejo de la Ermita de los Camaldulenses

- Otras obras:

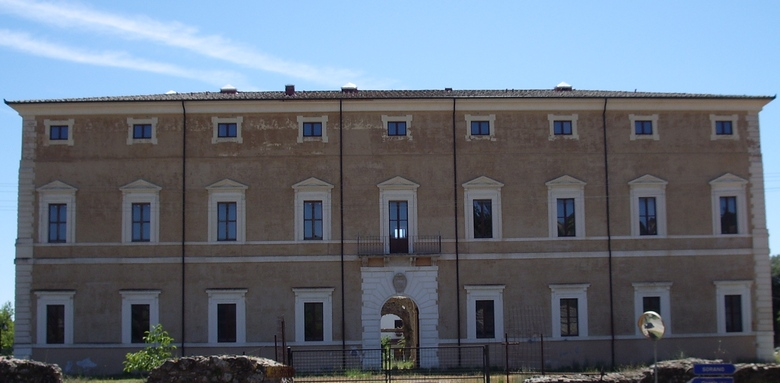
Villa Sforzesca, en los alrededores de Castell'Azzara

- Villa Sforzesca, en los alrededores de Castell'Azzara (Grosseto) (1576). En ella también trabajo su hermano Giovanni.

- Obras escritas:

- Della trasportatione dell'obelisco Vaticano et delle fabriche di nostro Signore Papa Sisto V, fatto dal Cav. Domenico Fontana, Architetto di Sua Santità, 1590 y en versión ampliada en 1604 (reimpresión 1979, edición de A. Carugo; reimpresión  parcial 1987, de D. Conrad).

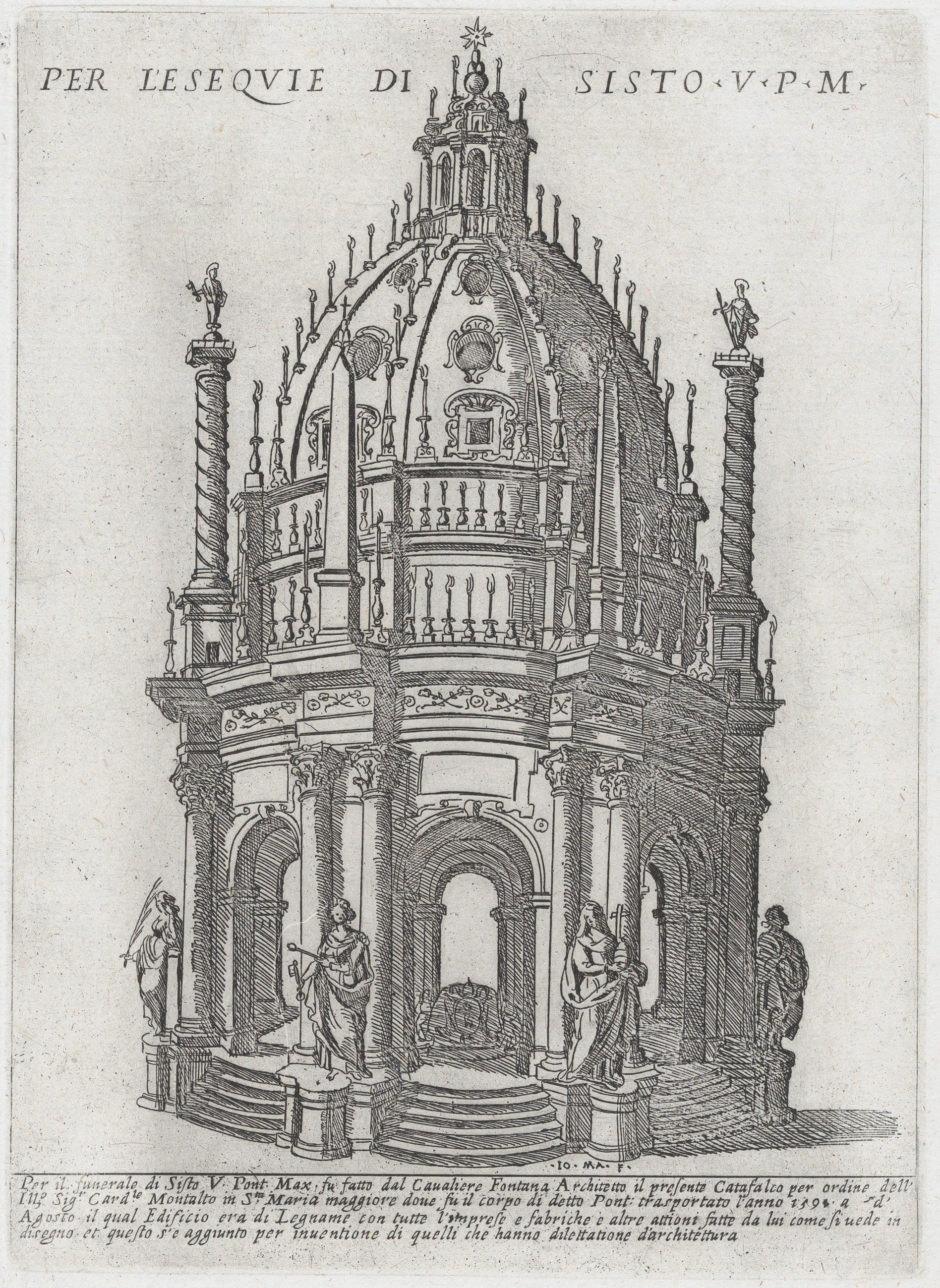
Catafalco de Sixtus V; del 'Libro De Catafalchi, Tabernacoli, con varij designi di Porte fenestre et altri ornamenti di Architettura' (1591)

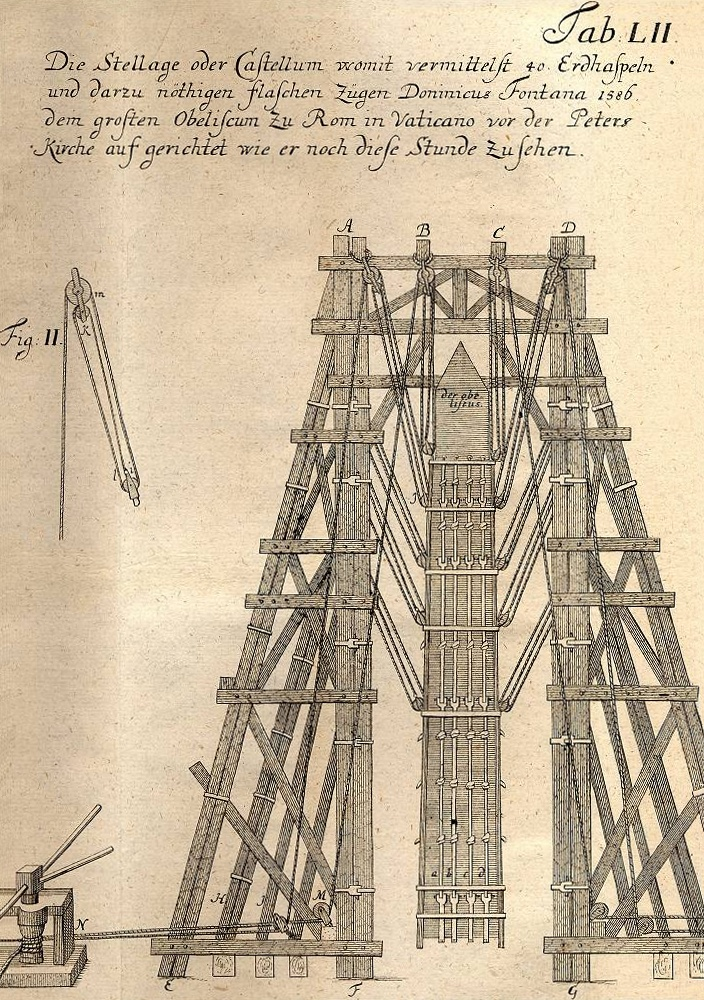
Ilustración del método por el cual Fontana erigió el obelisco del Vaticano en 1586. Grabado del siglo XVIII

## Otros miembros de la familia Fontana
- Giovanni Fontana: hermano mayor de Domenico (Melide, 1540 - 1614), llegó a Roma antes que Domenico; está menos estudiado, pero jugó un papel importante trabajando junto a él como ingeniero hidráulico y diseñador de fuentes.

- Giulio Cesare Fontana (1573-1627): hijo de Domenico fue un importante arquitecto activo entre los siglos XVI y XVII en el reino de Nápoles; completó algunas obras paternas y diseñó obras de ingeniería para la mejora del campo al norte de Nápoles. Erigió el primer núcleo del Palazzo degli Studi en Nápoles, hoy Museo Arqueológico de Nápoles.

## Filmografía
- Adriano Kestenholz, Domenico Fontana: ingegnere, architetto, urbanista, Produzione: Aleph film/RTSI, 2007.